# Piaski (gmina w województwie bydgoskim)
Piaski (od 1973 Lubraniec) – dawna gmina wiejska istniejąca do 1954 roku w woj. warszawskim, pomorskim i bydgoskim. Siedzibą władz gminy były początkowo Piaski (obecnie częściowo w granicach Lubrańca), a za II RP Lubraniec, który stanowił odrębną gminę miejską.
Za Królestwa Polskiego gmina Piaski należała do powiatu włocławskiego w guberni warszawskiej. 19 maja?/31 maja 1870 do gminy przyłączono pozbawiony praw miejskich Lubraniec (od 1919 znów samodzielne miasto).
W okresie międzywojennym gmina Piaski należała do powiatu włocławskiego w woj. warszawskim. 1 lipca 1924 od gminy Piaski odłączono cegielnię i zakłady ceramiczne Rumaki, które włączono do miasta Brześć Kujawski. 1 kwietnia 1938 roku gminę wraz z całym powiatem włocławskim przeniesiono do woj. pomorskiego.
Po wojnie gmina weszła w skład terytorialnie zmienionego woj. pomorskiego, przemianowanego 6 lipca 1950 roku na woj. bydgoskie. 1 lipca 1952 roku gmina była podzielona na 40 gromad.
Gmina została zniesiona 29 września 1954 roku wraz z reformą wprowadzającą gromady w miejsce gmin. Jednostki nie przywrócono 1 stycznia 1973 roku po reaktywowaniu gmin, utworzono natomiast jej terytorialny odpowiednik gminę Lubraniec.